# Paróquia da Sé (Macau)
A Paróquia da Sé (também referida como Paróquia da Sé Catedral) é uma paróquia da Diocese de Macau. A sua igreja matriz, localizado na Freguesia da Sé, é a Igreja da Sé, que é a Catedral diocesana. É uma das paróquias mais antigas de Macau.
Outras igrejas localizadas dentro dos limites territoriais da paróquia são a Igreja de São Domingos, a Igreja de Santo Agostinho e a Igreja de Santa Clara, esta última pertencente ao Colégio de Santa Rosa de Lima.